# 行政院教育改革審議委員會
行政院教育改革審議委員會，簡稱教改會，1994年到1996年間中華民國連戰內閣設置的一個部會，依據1994年7月28日行政院會議通過的《教育改革審議委員會設置要點》設置，1994年9月21日成立，由行政院院長連戰提請總統李登輝特任李遠哲為主任委員，在1996年12月2日解散。
主任委員李遠哲為召集人，副召集人為張京育，委員是牟中原、何壽川、余陳月瑛、李亦園、李國偉、沈君山、周麗玉、林明美、林清江、施振榮、韋端、孫震、殷允芃、馬哲儒、張清溪、曹亮吉、陳伯璋、陳其南、游錫堃、黃炳煌、黃榮村、黃鎮台、楊國樞、楊國賜、萬家春、劉兆玄、鄧啟福、簡茂發，委員兼執行秘書是曾憲政。
依據《教育改革審議委員會設置要點》第6點規定，教改會委員、研究委員、正副執行秘書及工作人員均為「無給職」，只有非本機關的委員和研究委員得依規定支領出席費或交通費。
教改會是階段性任務編組，工作人員係「視業務需要依規定聘兼所需人員分組辦事」，研究委員係「由教改會提經行政院同意後向有關機關、學校借調聘兼」（依據《教育改革審議委員會設置要點》第3點、第7點）。
教改會運作期間，出版機關刊物《教改通訊》，發表《行政院教育改革審議委員會第一期諮議報告書》、《行政院教育改革審議委員會第二期諮議報告書》、《行政院教育改革審議委員會第三期諮議報告書》、《行政院教育改革審議委員會第四期諮議報告書》、《行政院教育改革審議委員會總諮議報告書》。
教改會在1996年12月2日提出《行政院教育改革審議委員會總諮議報告書》後解散，李遠哲在《總諮議報告書》的序文裡指出：教育改革審議委員會是時任教育部部長郭為藩首先倡議組織，時任行政院院長連戰邀請他擔任召集人。他同時指出：
- 根據《教育改革審議委員會設置要點》，教改會應向行政院院長定期提出諮議報告書，經行政院核定其改革方向與具體方案後，即分行各有關機關辦理。
- 教改會只是1個為期2年的臨時編組，負責重大教育改革方案或政策的擬議、審議、建議、諮詢等任務，而不是長期執行教育實務工作的單位。
- 真正落實教育改革的工作，需要行政院各部會、尤其是教育部的繼續努力。切盼行政院能成立「教育改革推動委員會」，積極推動《總諮議報告書》的各項興革建議。也期盼立法院教育委員會能代表民意，認真監督教育改革的進展。如果時任總統李登輝繼續堅持教育改革是心靈改革的治國大政，則社會追求現代化、高品質教育的意願會更順利實現。

後來，教改會委員游錫堃（2002年）、劉兆玄（2008年）升任行政院院長（游錫堃2000年升任行政院副院長，同年轉任總統府秘書長；劉兆玄1997年升任行政院副院長；1998年1月起以行政院副院長兼行政院教育改革推動小組召集人）；林清江（1998年）、黃榮村（2002年）升任教育部部長並為政務委員（林清江1996年升任考試院考試委員；黃榮村2000年升任行政院不管部會政務委員）；黃鎮台升任行政院國家科學委員會主任委員（1998年），陳其南升任行政院政務委員（2002年）、行政院文化建設委員會主任委員（2004年）；韋端升任行政院主計長（1996年）；楊國賜升任教育部政務次長（1999年）、國立嘉義大學校長（2000年），委員兼執行秘書曾憲政歷任高雄市政府教育局局長、國立新竹教育大學校長。
教改會解散後，時任副總統兼行政院院長連戰下令行政院成立跨部會「教育改革推動小組」。
1998年1月，蕭萬長內閣設置「行政院教育改革推動小組」，由副閣揆、前教改會委員劉兆玄擔任召集人。
1998年5月14日，行政院會議通過「教育改革行動方案」，編列5年新臺幣1570億元的經費推動教育改革的重點工作，蕭萬長當天裁示：「請推動小組召集人劉副院長協調教育部，融合『教育改革總諮議報告書』及教育部原先提出的『教育改革總體計畫綱要』，擇取其中最重要的改革項目擬具『教育改革行動方案』，作為落實教育改革工作與評估教育改革成效的依據。在本院『教改推動小組』審議過程中與各方專家學者達到充份的共識」。 
2001年初，媒體報導「教育改革推動小組」將廢除，時任行政院新聞局局長蘇正平在2001年2月12日發布的新聞稿中表達行政院立場：「集思廣益，依規定程序處理。」「報載教育部曾兩度行文本院籲請評估教育改革推動小組功能、曾部長並口頭向行政院長官建議取消教育改革推動小組、及教育部從農曆年前一直催促教育改革推動小組開會等情，經查均非事實。」
2002年10月19日，時任行政院院長、前教改會委員游錫堃表示，政府決定提高層級，將「教育改革推動小組」改組成「教育改革推動委員會」，由他親自擔任召集人，希能順利推動教改；改組完成與否，卻沒有相關報導。

## 外部連結
- 行政院教育改革審議委員會（電子資料庫） （页面存档备份，存于）
- 行政院教育改革審議委員會委員名錄 （页面存档备份，存于）
- 行政院教育改革審議委員會總諮議報告書序 （页面存档备份，存于）
- 行政院新聞局1998年5月14日新聞稿〈蕭院長於院會中聽取「教育改革行動方案」後所作裁示〉[永久]
- 行政院新聞局2001年2月12日新聞稿〈行政院教育改革推動小組存廢 將依規定程序處理〉[永久]
- 行政院新聞局2002年10月19日新聞稿〈游揆將擔任教育改革推動委員會召集人推動教改〉[永久]